# ديفيد غو
ديفيد غو (بالإنجليزية: David Gow)‏ هو كاتب مسرحي بريطاني، ولد في 1957 في دامفريس ‏ في المملكة المتحدة.